# Championnat de France de hockey sur glace 1951-1952
Saison précédente Saison suivante
La saison 1951-1952 est la 31e saison du championnat de France de hockey sur glace qui porte le nom de 1re série.
L'évènement de la saison est la disparition de la section hockey du Racing Club de France, champion en titre. Les joueurs se répartissent dans les autres clubs parisiens, modifiant fortement les forces en présence.

## Résultats

### Championnat de Paris

#### Matchs
- CSG Paris - Radio TS : 10-0
- Paris UC - CO Billancourt : 4-2
- CO Billancourt - Radio TS
- Paris UC - CSG Paris
- Paris UC - Radio TS
- CO Billancourt - CSG Paris

#### Classement
| Place | Club           | Points |
| ----- | -------------- | ------ |
| 1er   | Paris UC       | 6      |
| 2e    | CO Billancourt | 4      |
| 3e    | CSG Paris      | 2      |
| 4e    | Radio TS       | 0      |

### Championnat des Alpes

#### Matchs
Disputés du 3, 4 et 6 janvier 1952.
- Chamonix - Villard-de-Lans : 6-0
- Chamonix - Briançon : Chamonix gagne de 3 buts
- Villard-de-Lans - Briançon : 5-6

#### Classement
| Place | Club            | Points |
| ----- | --------------- | ------ |
| 1er   | Chamonix        | 4      |
| 2e    | Briançon        | 2      |
| 3e    | Villard-de-Lans | 0      |

### Finale nationale
Contrairement aux éditions précédentes et en raison de fortes chutes de neige, le tournoi final prévu initialement est modifié en un match unique opposant un représentant parisien et un représentant des Alpes, qualifiés par des barrages locaux. Ce match se déroula le 30 mars 1952 au Sporting Victor-Hugo, à Paris.
- CO Billancourt - Chamonix : 3-6

## Bilan
Chamonix Hockey Club est champion de France pour la treizième fois.